# Банк Індонезії
Банк Індонезії (індонез. Bank Indonesia) — центральний банк Індонезії.

## Історія
У 1746 році на острові Ява нідерландською Ост-Індською компанією відкрита філія банку — перша банківська установа на архіпелазі.
24 січня 1828 року заснований Банк Яви, що отримав право випуску банкнот на 10 років. Згодом цей термін неодноразово подовжувався.
Перед окупацією Індонезії японськими військами золотий запас Банку Яви був вивезений до Австралії і Південної Африки. Окупувавши у лютому—березні 1942 року Яву, японці незабаром прийняли заходи по контролю за банківською системою. У квітні 1942 року були заборонені всі банківські операції, потім були ліквідовані усі голландські, британські і китайські банки. Їх місце зайняли філії Іокогама спесие банку, Банка Тайваню і Мітсуї банку.
Відновлення діяльності Банку Яви після закінчення японської окупації було можливим лише в районах, зайнятих військами Нідерландів. На територіях, зайнятих військами Республіки Індонезія, емісійні функції повинен був виконувати заснований в 1946 році Банк Індонезії, перейменований незабаром в Державний банк Індонезії. У вкрай складних умовах вже 30 жовтня 1946 року банк випустив власні грошові знаки.
Відповідно до рішень мирної конференції в Гаазі в 1949 році Банк Яви отримав статус емісійного банку Сполучених Штатів Індонезії. Після ліквідації в 1950 році Сполучених Штатів і утворення унітарної Республіки Індонезія банк продовжував виконувати свої функції. 1 липня 1953 року Банк Яви націоналізований і перейменований в Банк Індонезії. У серпні 1965 року банк перейменований в Державний банк Індонезії. У січні 1969 року банк знов перейменований в Банк Індонезії.